# Rezervația naturală Nemira
Rezervația naturală Nemira este o arie protejată de interes național ce corespunde categoriei a IV-a IUCN (rezervație naturală, tip mixt) situată pe teritoriul județelor Bacău (90%) și Covasna (10%).
Rezervația naturală cu o suprafață de 3.491, 20 ha, reprezintă o arie cu floră  bogată în păduri de conifere și făgete; specii de flori ocrotite (floarea-reginei) și faună alcătuită din mamifere, păsări, reptile și amfibieni.